# Daniel Krawczyk
Daniel Krawczyk (ur. 28 października 1982 w Łodzi) – polski piłkarz, futsalista, występujący na pozycji napastnika, reprezentant Polski w futsalu oraz piłce plażowej.
Karierę rozpoczął w Starcie Łódź, dla którego zdobył co najmniej 67 bramek. W sezonie 2004/05 trafił na testy do Widzewa Łódź, jednak ostatecznie nie został zawodnikiem tego klubu.
W trakcie sezonu 2005-2006 został zawodnikiem futsalowym. Występował m.in. w Grembachu Łódź, Hurtapie Łęczyca, Marwicie Toruń i Gatcie Zduńska Wola (do dnia 2 maja 2014 zdobył 164 gole w Ekstraklasie futsalu), a także w reprezentacji Polski, dla której zdobył co najmniej 35 bramek w ponad 40 meczach.

## Przebieg kariery
2001-2002 Start Łódź

2002-2003 Start Łódź

2003-2004 Start Łódź (30 goli)

2004-2005 Start Łódź

2005-2006 Start Brzeziny

2005-2006 Grembach Łódź (futsal) (19 goli)

2006 Grembach Zgierz (beach soccer)

2006-2007 Grembach Łódź (futsal) (23 gole)

2007-2008 Hurtap Łęczyca (futsal) (22 gole)

2008-2009 Hurtap Łęczyca (futsal) (19 goli)

2009-2010 Hurtap Łęczyca (futsal) (17 goli)

2010-2011 Auto-Mark Boruta Zgierz (futsal) (26 goli)

2011 Hurtap Łęczyca (beach soccer)

2011-2012 Marwit Toruń (futsal) (9 goli)

2012-2013 Gatta Zduńska Wola (futsal) (10 goli)

2013 KP Łódź (beach soccer)

2013-2014 Gatta Zduńska Wola (futsal) (12 goli)

## Trofea
2008 – wicemistrzostwo Polski w futsalu

2009 – mistrzostwo Polski w futsalu

2010 – wicemistrzostwo Polski w futsalu

2010 – Puchar Polski w futsalu

2011 – król strzelców Ekstraklasy futsalu

2014 – Turniej Czterech Narodów

## Mecze w reprezentacji Polski w futsalu
28.10.2005 Portugalia-Polska 5:2

28.10.2005 Polska-Rosja 3:2 (2 gole)

11.11.2005 Polska-Łotwa 0:3

12.11.2005 Polska-Łotwa 3:2

30.11.2005 Polska-Francja 1:0

01.12.2005 Polska-Francja 3:0

21.03.2006 Polska-Holandia 3:5

20.12.2006 Słowenia-Polska 2:1 (1 gol)

15.01.2007 Polska-Mołdawia 7:3 (1 gol)

16.01.2007 Polska-Serbia 3:6 (1 gol)

18.01.2007 Polska-Ukraina 2:2 (1 gol)

22.02.2007 Polska-Cypr 8:0

16.05.2007 Polska-Białoruś 5:3 (1 gol)

17.05.2007 Polska-Białoruś 4:5 (1 gol)

24.09.2007 Włochy-Polska 5:4 (1 gol)

25.09.2007 Włochy-Polska 5:1

29.09.2007 Słowacja-Polska 1:3 (1 gol)

30.09.2007 Czechy-Polska 1:2

05.12.2007 Polska-Litwa 2:4

08.01.2008 Polska-Cypr 4:0

28.02.2008 Polska-Anglia 10:2 (1 gol)

29.02.2008 Polska-Macedonia 6:2 (1 gol)

02.03.2008 Węgry-Polska 6:2

20.09.2008 Polska-Czechy 7:5 (1 gol)

22.10.2008 Rumunia-Polska 5:2 (1 gol)

27.10.2009 Słowacja-Polska 5:2

28.10.2009 Słowacja-Polska 6:3

17.11.2009 Polska-Włochy 0:2

18.11.2009 Polska-Włochy 2:3

27.03.2010 Niemcy-Polska 0:4 (1 gol)

30.03.2010 Polska-Litwa 3:3

31.03.2010 Polska-Litwa 3:0

23.09.2010 Polska-Rosja 2:3 (1 gol)

24.09.2010 Polska-Rosja 0:4

13.12.2010 Czechy-Polska 2:3

14.12.2010 Polska-Słowacja 3:2 (1 gol)

15.12.2010 Polska-Węgry 1:3 (1 gol)

18.01.2011 Polska-Ukraina 1:4

19.01.2011 Polska-Ukraina 2:4

24.02.2011 Polska-Białoruś 2:2

25.02.2011 Polska-Macedonia 2:2

04.01.2014 Polska-Walia 8:1 (2 gole)

05.01.2014 Polska-Norwegia 3:2

07.01.2014 Polska-Mołdawia 5:2 (1 gol)

14.03.2014 Polska-Cypr 2:2

23.04.2014 Polska-Rumunia 3:3 (1 gol)

24.04.2014 Polska-Rumunia 5:4 (2 gole)

09.05.2014 Polska-Ukraina (U-21) 5:1

10.05.2014 Polska-Ukraina (U-21) 3:1 (1 gol)

25.10.2014 Polska-Walia 8:1 (1 gol)

26.10.2014 Polska-Grecja 6:1

28.10.2014 Polska-Słowenia 3:4

01.12.2014 Holandia-Polska 2:2 (1 gol)

03.12.2014 Włochy-Polska 4:3

04.01.2015 Polska-Estonia 6:1 (1 gol)

06.01.2015 Polska-Mołdawia 2:0 (1 gol)

07.01.2015 Polska-Macedonia 3:2